# Parents Television Council
El Parents Television Council (PTC) es una organización sin fines de lucro ubicada en Estados Unidos que fue creada y es dirigida por el activista conservador L. Brent Bozell III cuya principal meta es "promover y restaurar la responsabilidad a la industria del entretenimiento." Sus campañas incluyen el permitir a sus subscriptores el seleccionar y pagar sólo los canales del cable que ellos prefieren ver, haciendo a las empresas y sus publicidades responsables por el tipo de programa de televisión en que ponen su publicidad, e intentan evitar que los niños vean contenidos en la televisión que pueden ser dañinos o negativos.
A través de los años, la PTC ha lanzado varias campañas en respuesta a la constante "indecencia" que encuentran en los programas de televisión. Tales campañas han involucrado el enviar reclamos a la FCC, con el PTC ganando en varias ocasiones. Por ejemplo, en 1998, el copresidente de PTC Steve Allen lanzó una campaña de publicidad en los periódicos promoviendo al PTC, que se publicó en muchas partes, incluyendo el The New York Times. El PTC ha generado la gran mayoría de quejas relacionadas con la indecencia en los contenidos de televisión, ya sea por quejas escritas o por formularios de quejas sobre indecencia ante la FCC.